# Brandon Jay McLaren

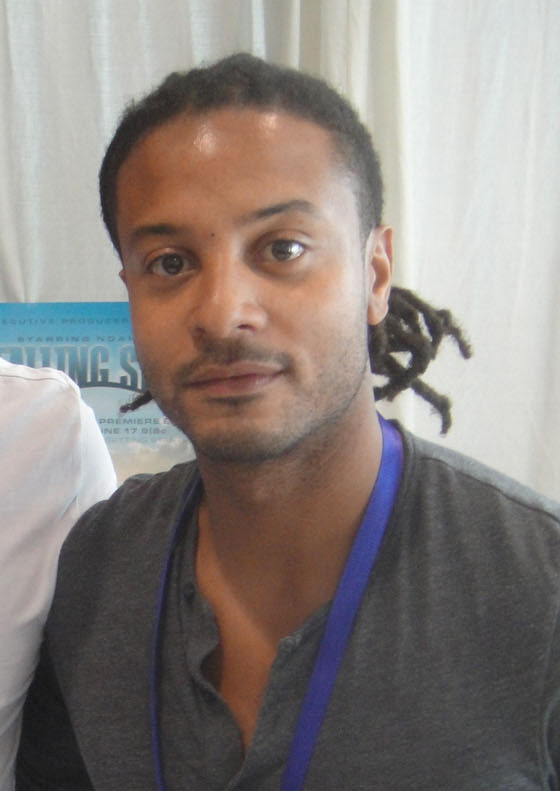
Brandon Jay McLaren (2012)

Brandon Jay McLaren (* 3. Juli 1981 in Vancouver, British Columbia) ist ein kanadischer Schauspieler.

## Leben
Brandon Jay McLarens Eltern stammen aus Grenada und Trinidad. Er besuchte die Johnston Heights Secondary School in Surrey. In Surrey begann er ein Schauspielstudium, das er später an der University of New York in Albany fortsetzte.
Seine erste große Rolle erlangte Brandon Jay McLaren 2005 durch seine Rolle des Jack Landors in Power Rangers: S.P.D. Nach einer Rolle im Film She’s the Man – Voll mein Typ! und Gastauftritten in Fernsehserien wie Smallville und Kyle XY folgte von 2007 bis 2009 eine Hauptrolle in der kanadischen Fernsehserie The Best Years: Auf eigenen Füßen sowie 2009 in Harper’s Island. Des Weiteren spielte er in 16 Folgen der Serie Being Erica – Alles auf Anfang sowie in 12 Folgen von The Killing mit. Auch hatte er in der zweiten Staffel der TNT-Serie Falling Skies eine Nebenrolle inne. Von 2013 bis 2015 verkörperte er in der Fernsehserie Graceland vom Sender USA Network die Rolle des Dale Jakes.

## Filmografie (Auswahl)
- 2003: Just Cause (Fernsehserie, Folge 1x20)
- 2004, 2006: Smallville (Fernsehserie, 2 Folgen)
- 2005: Power Rangers: S.P.D. (Fernsehserie, 38 Folgen)
- 2005: Reunion (Fernsehserie, Folge 1x07)
- 2006: She’s the Man – Voll mein Typ! (She’s the Man)
- 2006: Blade – Die Jagd geht weiter (Blade: The Series, Fernsehserie, Folge 1x04)
- 2007–2009: The Best Years: Auf eigenen Füßen (The Best Years, Fernsehserie, 14 Folgen)
- 2008: Yeti – Das Schneemonster
- 2009: Dr. Dolittle 5
- 2009: Kyle XY (Fernsehserie, Folge 3x06)
- 2009: Harper’s Island (Fernsehserie, 13 Folgen)
- 2009: CSI: Vegas (CSI: Crime Scene Investigation, Fernsehserie, Folge 10x07)
- 2010: Tucker and Dale vs Evil
- 2010: Human Target (Fernsehserie, Folge 1x05)
- 2010–2011: Being Erica – Alles auf Anfang (Being Erica, Fernsehserie, 16 Folgen)
- 2011–2012: The Killing (Fernsehserie, 12 Folgen)
- 2012: Falling Skies (Fernsehserie, 6 Folgen)
- 2012: Dead Before Dawn
- 2013–2015: Graceland (Fernsehserie, 36 Folgen)
- 2015: Motive (Fernsehserie, 1 Folge)
- 2015: Girlfriends’ Guide to Divorce (Fernsehserie, 7 Folgen)
- 2016: Slasher (Fernsehserie, 8 Folgen)
- 2016: Chicago Fire (Fernsehserie, 3 Folgen)
- 2017: Criminal Minds (Fernsehserie, Episode 13x03)
- 2017–2019: Ransom
- seit 2021: The Rookie (Fernsehserie)
- 2021: Scott & Huutsch (Turner & Hooch, Fernsehserie, 12 Episoden)
- 2021: Immer für dich da (Firefly Lane, Fernsehserie)
- 2022: Everything’s Trash (Fernsehserie, 6 Episoden)
- 2022–2023: Snowfall (Fernsehserie, 8 Episoden)
- 2024: The Cleaning Lady (Fernsehserie)